# 16155 Buddy
A 16155 Buddy (ideiglenes jelöléssel 2000 AF5) a Naprendszer kisbolygóövében található aszteroida. John Broughton fedezte fel 2000. január 3-án.
Nevét Buddy Holly (1936–1959) amerikai zenész után kapta.